# Zierpflanze

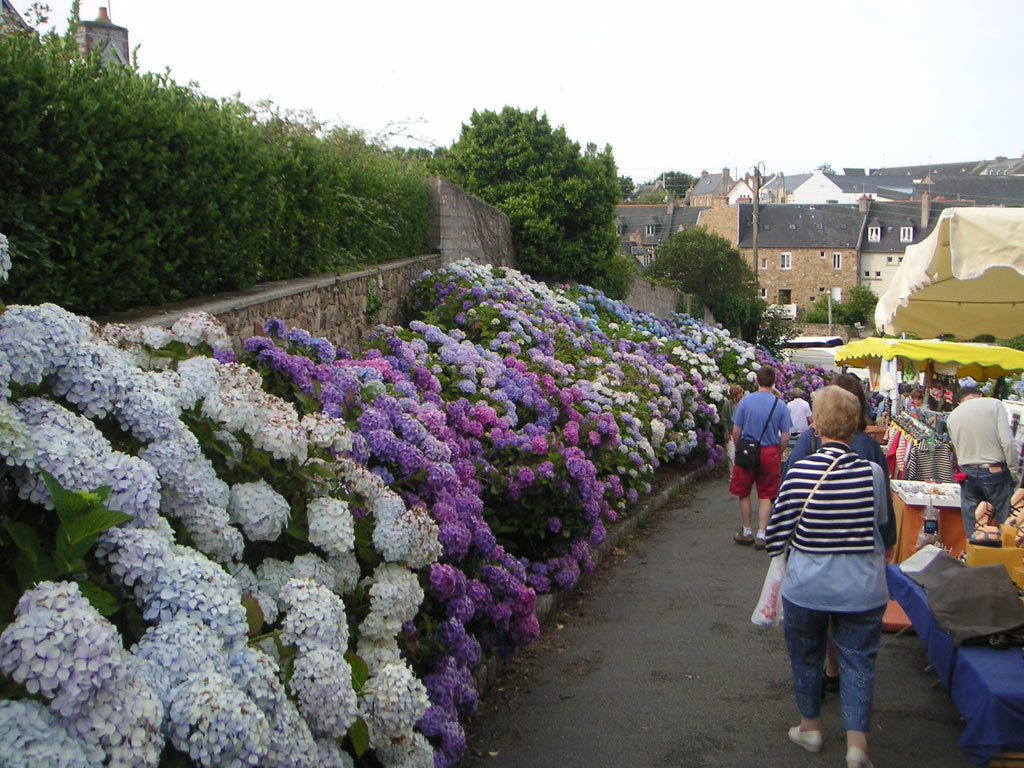
Viele Zierpflanzen kann man verschieden nutzen. Hier sind Hortensien im Freien als Rabatte gepflanzt, die Art ist aber auch eine beliebte Zimmerpflanze.

Zierpflanzen sind Kulturpflanzen, die vom Menschen zur Erbauung, Erfreuung der Sinne (unter anderem des Geruchssinnes) beziehungsweise für zweckgebundene Anpflanzungen kultiviert werden. Zierpflanzenkulturen werden von Gärtnern der Fachrichtung Zierpflanzenbau (blühende Topfpflanzen, Blatt- und Grünpflanzen, Schnittblumen, Beet- und Balkonpflanzen), Baumschule (Zierbäume, -sträucher, Stauden) sowie Staudenbau (Zierstauden) kultiviert.
Zierpflanzen sind ein Hobby sehr vieler Menschen. Oft beschäftigen sie sich mit einzelnen Gruppen von Pflanzen. Beispiele sind Kakteen, Orchideen, Zwiebelblumen oder Fuchsien. Zu den jeweiligen Gruppen gibt es Vereine (Pflanzengesellschaften), in denen Interessierte Informationen und Pflanzenmaterial austauschen können.

## Einteilung
Zierpflanzen können allgemein in folgende Kategorien eingeteilt werden:

### Zimmerpflanzen
Zimmerpflanzen sind Pflanzenarten, die aufgrund ihrer Größe und Umweltansprüche in Wohnungsinnenräumen oder größeren Räumen gehalten werden können. Man unterscheidet dabei:

#### Blühende Topfpflanzen
Pflanzen, die wegen ihres Blütenschmucks kultiviert werden (kleine Auswahl; große Auswahl unter: Zimmerpflanze):
- Alpenveilchen (Cyclamen-Persicum-Hybriden)
- Usambaraveilchen (Saintpaulia ionantha)
- Orchideen (Orchidaceae) – allerdings sind nur einige Gattungen, Arten und Sorten für Zimmerkultur geeignet.

#### Grün- oder Blattpflanzen
Blattpflanzen sind Pflanzenarten, die wegen ihrer schönen Blätter kultiviert werden (kleine Auswahl; große Auswahl unter: Zimmerpflanze):
- Köstliches Fensterblatt (Monstera deliciosa)
- Zimmer-Palmen (Arecaceae, verschiedene wenige Gattungen und Arten sind für Zimmerkultur geeignet.)
- Zimmertanne (Araucaria excelsia)

Vertreter beider Gruppen sind sowohl in Erdkultur wie auch in Hydrokultur anzutreffen.

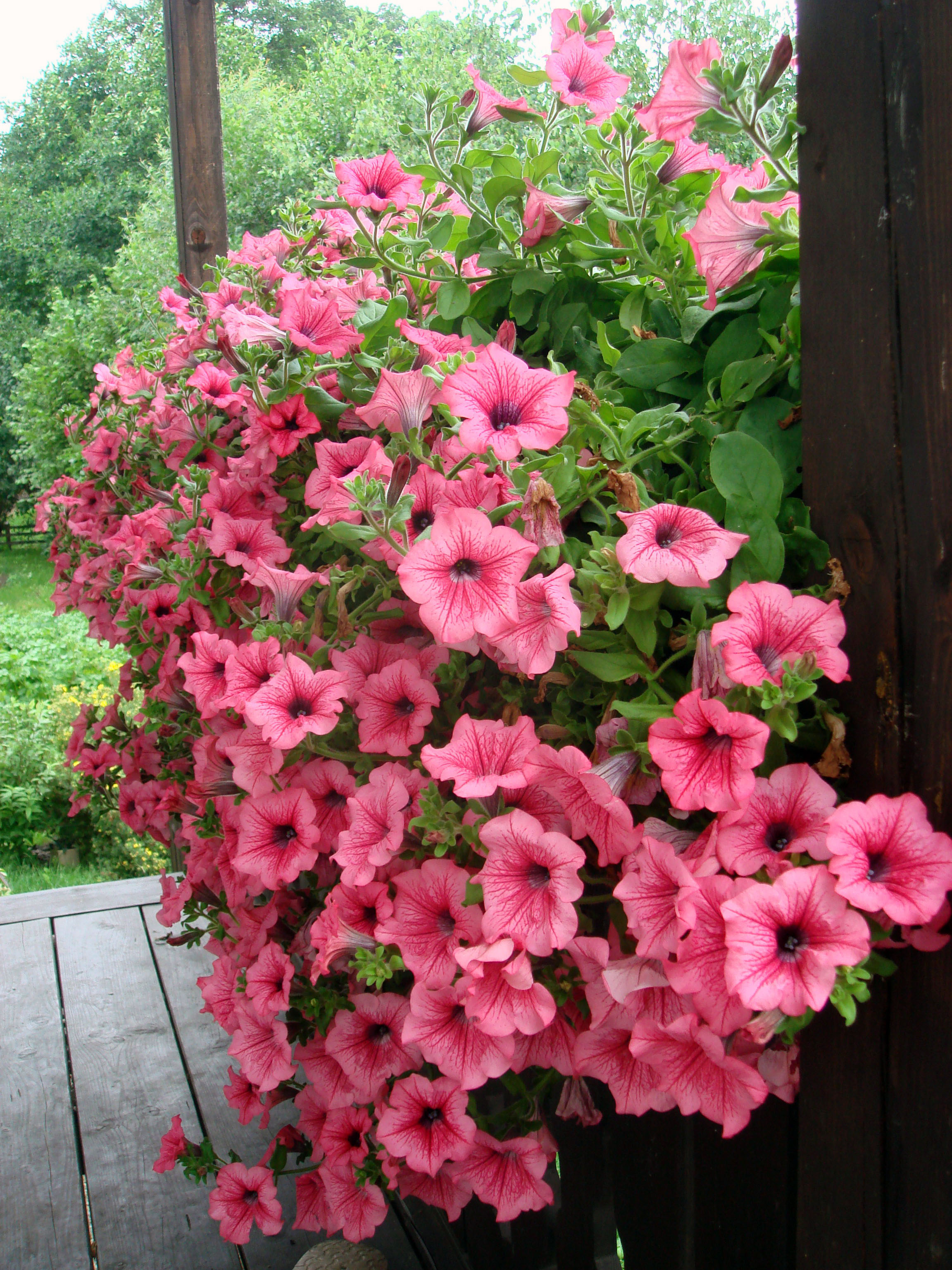
Blühende Petunie

#### Fleischfressende Pflanzen
Fleischfressende Pflanzen werden in erster Linie wegen ihrer außergewöhnlichen Nahrungsaufnahme als Zimmerpflanze gehalten.

### Beet- und Balkonpflanzen
Diese sind oft nur ein- oder zweijährig (es gibt aber auch verholzende Vertreter wie z. B. Halbsträucher), finden ihre Verwendung in Balkonkästen, Rabatten, Kübeln und Beeten und werden in der Regel ebenfalls ihrer Blüten oder Blütenstände wegen kultiviert.
- Pelargonien, oft fälschlich Geranien genannt, (Pelargonium-Zonale-Hybriden), (Pelargonium-Peltatum-Hybriden), (Pelargonium-Grandiflorum-Hybriden)

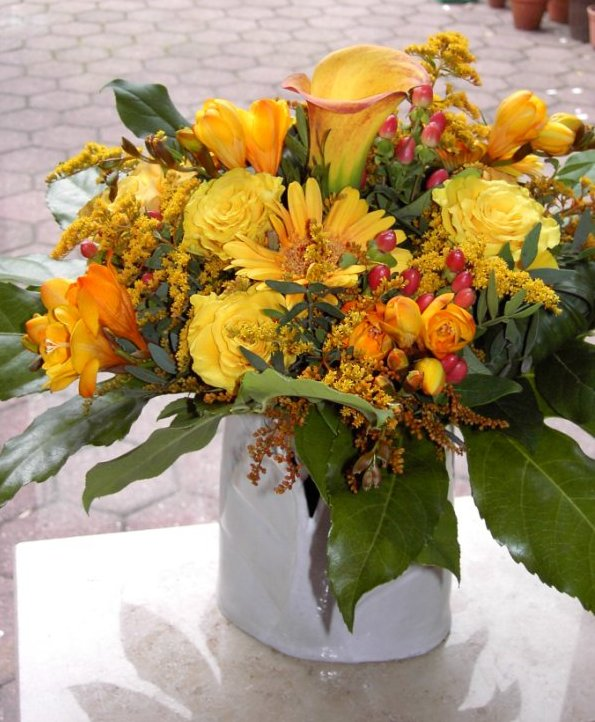
Ein Strauß aus Rosen, Freesien, Gerbera, Zantedeschia und Beiwerk

- Fuchsien (Fuchsia-Cultivars)
- Petunien (Trichterblumen)
- Fächerblume (Scaevola aemula)

### Schnittblumen
Schnittblumen sind Zierpflanzen, die von Zierpflanzengärtnern oder Staudengärtnern für den Schnitt kultiviert werden und in der Floristik in Blumensträußen und Gestecken Verwendung finden:
- Chrysanthemen (Chrysanthemum, Dendranthema)
- Nelken (Dianthus)
- Rosen (Rosa-Hybriden)
- Alstroemeria

### Zwiebel- und Knollenpflanzen
Das sind Zierpflanzen, die nach einer Winterruhe aus Zwiebeln oder Knollen austreiben und meistens nur im Frühjahr blühen. Zwiebel- und Knollenpflanzen weisen ebenfalls auffälligen Blüten- bzw. Blütenstandsschmuck auf.
- Schneeglöckchen (Galanthus)
- Krokusse (Crocus)
- Tulpe (Tulipa-Hybriden)
- Narzisse (Narcissus pseudonarcissus)
- Hyazinthe (Hyacinthus orientalis)
- Ritterstern (Hippeastrum-Vitatum-Hybriden)
- Klivie (Clivia miniata)

### Zierstauden
- Funkie (Hosta)
- Vergissmeinnicht (Myosotis)
- Pfingstrose  (Paeonia)

### Ziergräser
- Seggen (Carex sp.)
- Bärenfellgras (Festuca gautieri)
- Lampenputzergras (Pennisetum sp.)
- Pampasgras (Cortaderia selloana)

### Ziergehölze

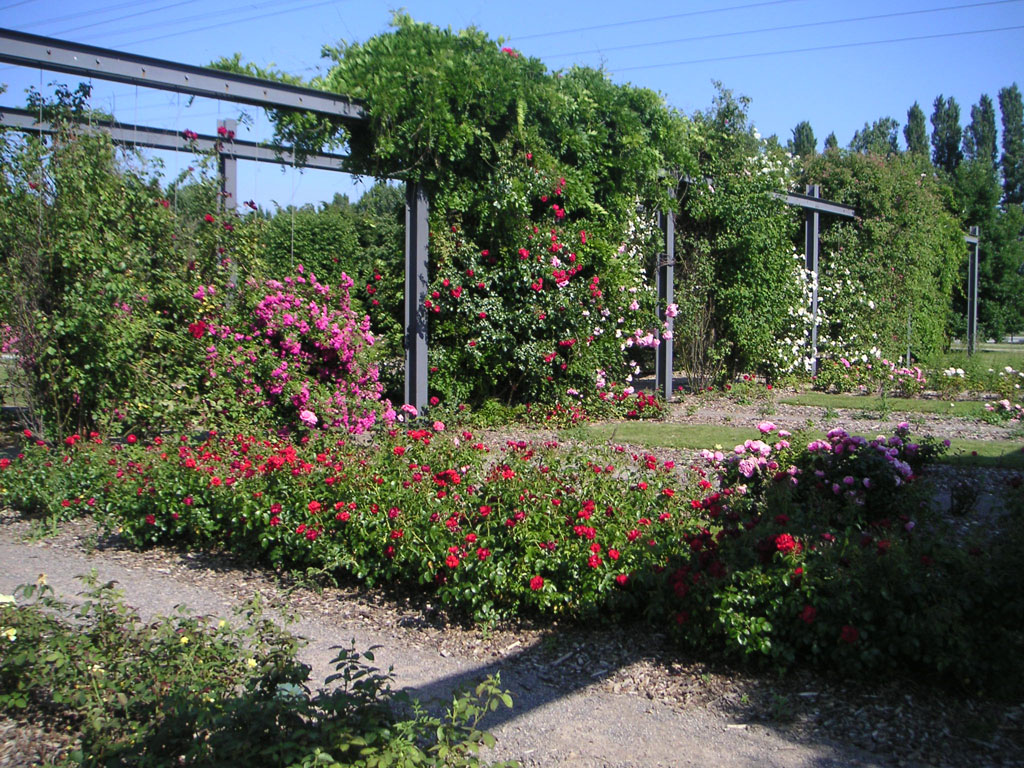
Rosen im Nordsternpark Gelsenkirchen

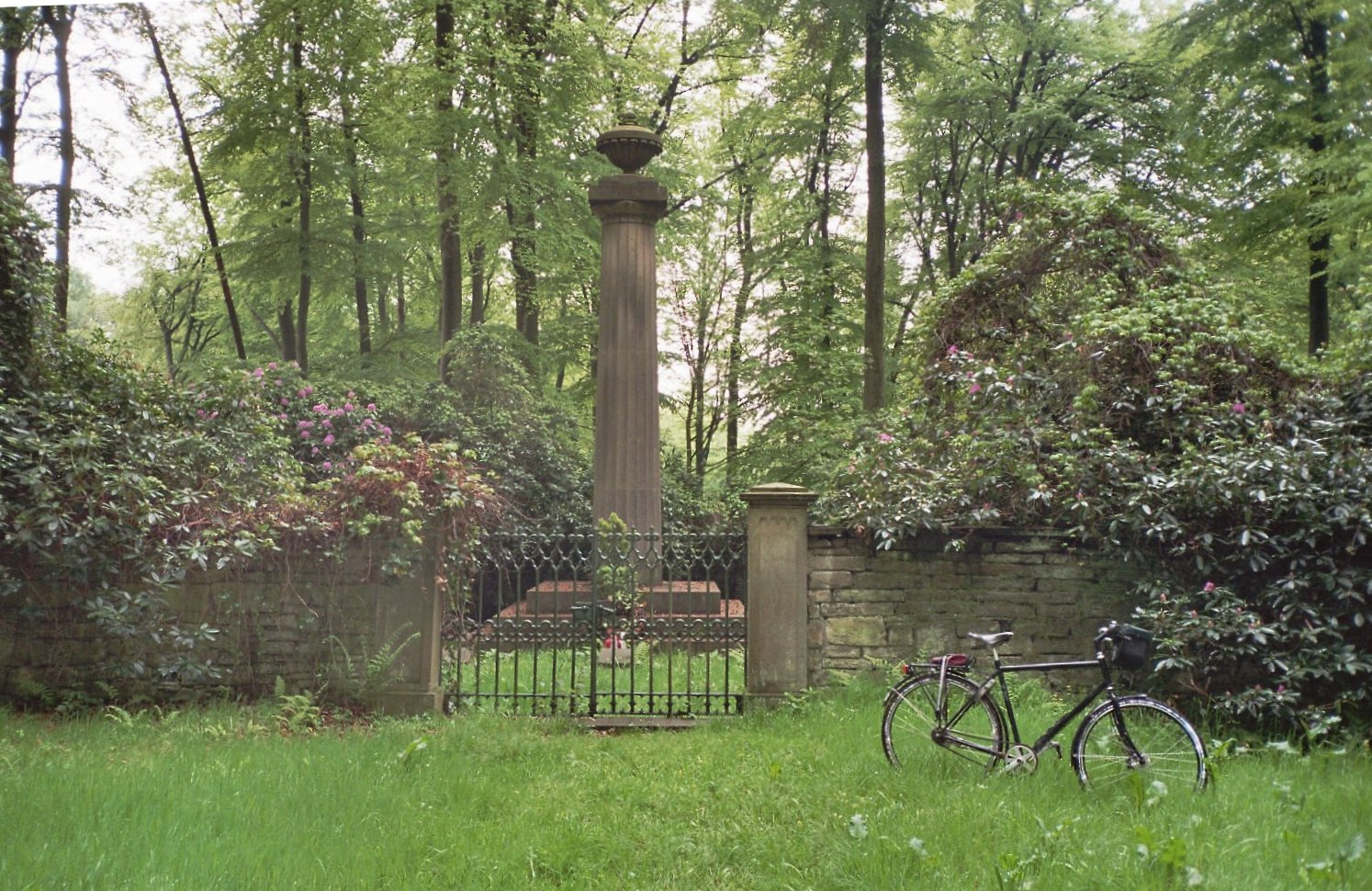
Rhododendron auf einem Friedhof

Unter Ziergehölzen versteht man Gehölze, die in Parkanlagen, allen Arten von Gärten, Friedhöfen, aber auch als Beeteinfassung gepflanzt werden, um diese zu verschönern. Sie werden von Nutzpflanzen unterschieden, da sie keinen Nutzen wie Gemüse oder essbare Früchte abwerfen. Nicht selten tragen Ziergehölze auch Beeren, allerdings sind diese nicht essbar. Der Begriff Ziergehölze bezeichnet Laub- und Nadelgehölze aller Größen und Arten.

#### Ziersträucher (Auswahl)
- Weigelie
- Kolkwitzie
- Forsythie
- Kirschlorbeer
- Rosen
- Rhododendron
- Felsenbirne

#### Zierbäume (Auswahl)
- Trompetenbaum
- Magnolie
- Rosskastanie
- Fächerahorn
- Tulpenbaum
- Amerikanischer Amberbaum
- Ginkgo
- Blau-Fichte

## Geschichte der Zierpflanzen
Pflanzen wurden von Menschen bereits während der Jungsteinzeit kultiviert. Das diente allerdings nur dem Ackerbau und damit dem Nahrungserwerb, die Kultivierung von Pflanzen rein aufgrund ihrer attraktiven Optik wurde erst zu späteren Zeiten betrieben. Eine der ältesten kultivierten Zierpflanzen ist die Rose. Auch ihre dekorativen Blüten dienten zunächst als Nahrungsmittel, doch schon früh begannen Menschen, Rosengärten zu Dekorationszwecken anzulegen. Erste Rosengärten entstanden in China rund 2.700 Jahre v. Chr.
Viele Zierpflanzen, die nach Europa eingeführt wurden, dienten in ihren Ursprungsländern ursprünglich als Nutzpflanzen. Zierpflanzen, die im Mittelalter Auge und Geruchssinn erfreuen sollten, dienten oft auch der Parfüm- und Kosmetikherstellung. In den Gärten der Renaissance und des Barock wurden die exotischen Gewächse als auffällige Hingucker verwendet. Zahlreiche historische Zierpflanzen werden heute von Neuzüchtungen verdrängt. Zugunsten großblumiger und neuer Sorten verschwinden etwas unauffälligere, dafür aber robustere Sorten, wie etwa der Goldmohn, die Zinnie oder das Mandelröschen.
In Deutschland macht sich seit den 2000er Jahren vermehrt eine Entwicklung und Optimierung des Zierpflanzenanbaus zu nachhaltiger und ökologischer Produktion bemerkbar. So bestehen in acht Bundesländern Gartenakademien mit dem gemeinsamen Ziel, den umweltschonenden Freizeit-Gartenbau zu unterstützen. Diese sind in staatliche Versuchs- und Forschungseinrichtungen bzw. Landwirtschaftskammern integriert.
Auch zur Zierde geschaffene Kunstwerke wie etwa der Malerei, der Weberei und Architektur zeigen häufig Pflanzendarstellungen und aus der Pflanzenwelt stammende (vor allem ornamentale) Formen (etwa in der Bauplastik oder Buchmalerei). Deren Abbildung ist zum Teil mit Mythen und Legenden verbunden.